# 別所友之
別所 友之（べっしょ ともゆき）は、戦国時代から安土桃山時代にかけての武将。別所氏の家臣。

## 生涯
永禄3年（1560年）、東播磨国（東播八郡）を治めた別所安治の次男として誕生。
若年でありながら、勇猛で近隣に勇名を轟かせた。兄・長治に従い、織田信長に反抗する。長治から命を受けて宮の上の構えを守っていたが、織田氏の家臣の羽柴秀吉の軍勢に攻め込まれ、善戦するも空しく長治ら3200の兵が籠る三木城に合流し籠城した。しかし、のちに「三木の干殺し」と呼ばれる秀吉の兵糧攻めにあい、天正8年（1580年）に味方は降伏（三木合戦）。友之は17歳の妻を先に刺殺し、兄の脇差で切腹自害した。享年21。
辞世の歌は「命をも おしまざりけり梓弓 すゑの世までも名の残れとて」。また、妻の辞世の歌は「たのめこし 後の世までに翅をも ならぶる鳥のちぎりなりけり」。

## 関連作品
- 軍師官兵衛（2014年、演：ささの友間）